# Giro di Polonia 2013
Il Giro di Polonia 2013, settantesima edizione della corsa, valido come ventesima prova del UCI World Tour 2013, si svolse in sette tappe dal 27 luglio al 3 agosto 2013 per un percorso totale di 1 227 km. La corsa, partita dall'Italia, in Trentino, dove furono disputate due tappe, si concluse a Cracovia con la vittoria dell'olandese Pieter Weening in 31h58'07".

## Tappe
| Tappa  | Data      | Percorso                                         | km    | Vincitore di tappa | Leader cl. generale |
| ------ | --------- | ------------------------------------------------ | ----- | ------------------ | ------------------- |
| 1ª     | 27 luglio | Rovereto (ITA) > Madonna di Campiglio (ITA)      | 184,5 | Diego Ulissi       | Diego Ulissi        |
| 2ª     | 28 luglio | Marilleva Val di Sole (ITA) > Passo Pordoi (ITA) | 195,5 | Christophe Riblon  | Rafał Majka         |
| 3ª     | 30 luglio | Cracovia > Rzeszów Podkarpackie                  | 226   | Thor Hushovd       | Rafał Majka         |
| 4ª     | 31 luglio | Tarnów > Katowice                                | 231,5 | Taylor Phinney     | Rafał Majka         |
| 5ª     | 1º agosto | Nowy Targ > Zakopane                             | 160,5 | Thor Hushovd       | Jon Izagirre        |
| 6ª     | 2 agosto  | Bukowina Tatrzańska > Bukowina Tatrzańska        | 192   | Darwin Atapuma     | Christophe Riblon   |
| 7ª     | 3 agosto  | Wieliczka > Cracovia                             | 37    | Bradley Wiggins    | Pieter Weening      |
| Totale | Totale    | Totale                                           | 1 227 |                    |                     |

## Squadre e corridori partecipanti
Prendono parte alla corsa ventitré formazioni: le diciannove squadre partecipanti al World Tour 2013, tre squadre invitate e la nazionale della Polonia.
| N.      | Cod. | Squadra                 |
| ------- | ---- | ----------------------- |
| 1-6     | AST  | Astana Pro Team         |
| 11-16   | OPQ  | Omega Pharma-Quickstep  |
| 21-26   | LAM  | Lampre-Merida           |
| 31-36   | SKY  | Sky Procycling          |
| 41-46   | BMC  | BMC Racing Team         |
| 51-56   | TST  | Team Saxo-Tinkoff       |
| 61-66   | CAN  | Cannondale Pro Cycling  |
| 71-76   | KAT  | Katusha Team            |
| 81-86   | RLT  | RadioShack-Leopard      |
| 91-96   | BEL  | Belkin Pro Cycling Team |
| 101-106 | GRS  | Garmin-Sharp            |
| 111-116 | MOV  | Movistar Team           |

| N.      | Cod. | Squadra              |
| ------- | ---- | -------------------- |
| 121-126 | EUS  | Euskaltel-Euskadi    |
| 131-136 | OGE  | Orica-GreenEDGE      |
| 141-146 | ARG  | Argos-Shimano        |
| 151-156 | VCD  | Vacansoleil-DCM      |
| 161-166 | LTB  | Lotto-Belisol Team   |
| 171-176 | ALM  | AG2R La Mondiale     |
| 181-186 | FDJ  | FDJ.fr               |
| 191-196 | TNE  | Team NetApp-Endura   |
| 201-206 | COL  | Colombia             |
| 211-216 | CCC  | CCC Polsat Polkowice |
| 221-226 | POL  | Polonia              |

## Dettagli delle tappe

### 1ª tappa
- 27 luglio: Rovereto (Italia) > Madonna di Campiglio (Italia) – 184,5 km

Risultati
| Pos. | Corridore      | Squadra       | Tempo    |
| ---- | -------------- | ------------- | -------- |
| 1    | Diego Ulissi   | Lampre-Merida | 4h59'32" |
| 2    | Darwin Atapuma | Colombia      | s.t.     |
| 3    | Rafał Majka    | Saxo-Tinkoff  | s.t.     |

| Pos. | Corridore      | Squadra       | Tempo    |
| ---- | -------------- | ------------- | -------- |
| 1    | Diego Ulissi   | Lampre-Merida | 4h59'22" |
| 2    | Darwin Atapuma | Colombia      | a 4"     |
| 3    | Rafał Majka    | Saxo-Tinkoff  | a 6"     |

### 2ª tappa
- 28 luglio: Marilleva Val di Sole (Italia) > Passo Pordoi (Italia) – 195,5 km

Risultati
| Pos. | Corridore         | Squadra       | Tempo    |
| ---- | ----------------- | ------------- | -------- |
| 1    | Christophe Riblon | AG2R          | 6h03'40" |
| 2    | Thomas Rohregger  | RadioShack    | a 1'02"  |
| 3    | Georg Preidler    | Argos-Shimano | a 1'18"  |

| Pos. | Corridore         | Squadra        | Tempo     |
| ---- | ----------------- | -------------- | --------- |
| 1    | Rafał Majka       | Saxo-Tinkoff   | 11h04'43" |
| 2    | Sergio Henao      | Sky Procycling | a 4"      |
| 3    | Christophe Riblon | AG2R La Mond.  | a 6"      |

### 3ª tappa
- 30 luglio: Cracovia > Rzeszów Podkarpackie – 226 km

Risultati
| Pos. | Corridore       | Squadra      | Tempo    |
| ---- | --------------- | ------------ | -------- |
| 1    | Thor Hushovd    | BMC Racing   | 5h10'02" |
| 2    | Mark Renshaw    | Belkin       | s.t.     |
| 3    | Steele Von Hoff | Garmin-Sharp | s.t.     |

| Pos. | Corridore         | Squadra       | Tempo     |
| ---- | ----------------- | ------------- | --------- |
| 1    | Rafał Majka       | Saxo-Tinkoff  | 16h14'45" |
| 2    | Sergio Henao      | Sky           | a 4"      |
| 3    | Christophe Riblon | AG2R La Mond. | a 6"      |

### 4ª tappa
- 31 luglio: Tarnów > Katowice – 231,5 km

Risultati
| Pos. | Corridore        | Squadra       | Tempo    |
| ---- | ---------------- | ------------- | -------- |
| 1    | Taylor Phinney   | BMC Racing    | 5h40'17" |
| 2    | Steele Von Hoff  | Garmin-Sharp  | s.t.     |
| 3    | Jaŭhen Hutarovič | AG2R La Mond. | s.t.     |

| Pos. | Corridore         | Squadra        | Tempo     |
| ---- | ----------------- | -------------- | --------- |
| 1    | Rafał Majka       | Saxo-Tinkoff   | 21h55'02" |
| 2    | Sergio Henao      | Sky Procycling | a 4"      |
| 3    | Christophe Riblon | AG2R La Mond.  | a 6"      |

### 5ª tappa
- 1º agosto: Nowy Targ > Zakopane – 160,5 km

Risultati
| Pos. | Corridore          | Squadra    | Tempo    |
| ---- | ------------------ | ---------- | -------- |
| 1    | Thor Hushovd       | BMC Racing | 3h54'40" |
| 2    | Matthieu Ladagnous | FDJ.fr     | s.t.     |
| 3    | Daniele Ratto      | Cannondale | s.t.     |

| Pos. | Corridore    | Squadra        | Tempo     |
| ---- | ------------ | -------------- | --------- |
| 1    | Jon Izagirre | Euskaltel      | 25h49'41" |
| 2    | Rafał Majka  | Saxo-Tinkoff   | a 1"      |
| 3    | Sergio Henao | Sky Procycling | a 5"      |

### 6ª tappa
- 2 agosto: Bukovina Terma Hotel Spa > Bukowina Tatrzańska – 192 km

Risultati
| Pos. | Corridore         | Squadra       | Tempo    |
| ---- | ----------------- | ------------- | -------- |
| 1    | Darwin Atapuma    | Colombia      | 5h19'36" |
| 2    | Christophe Riblon | AG2R La Mond. | a 2"     |
| 3    | Leopold König     | NetApp        | a 22"    |

| Pos. | Corridore         | Squadra       | Tempo     |
| ---- | ----------------- | ------------- | --------- |
| 1    | Christophe Riblon | AG2R La Mond. | 31h09'20" |
| 2    | Jon Izagirre      | Euskaltel     | a 19"     |
| 3    | Rafał Majka       | Saxo-Tinkoff  | a 20"     |

### 7ª tappa
- 3 agosto: Wieliczka > Cracovia – Cronometro individuale – 37 km

Risultati
| Pos. | Corridore         | Squadra        | Tempo   |
| ---- | ----------------- | -------------- | ------- |
| 1    | Bradley Wiggins   | Sky Procycling | 46'36"  |
| 2    | Fabian Cancellara | RadioShack     | a 56"   |
| 3    | Taylor Phinney    | BMC Racing     | a 1'14" |

| Pos. | Corridore         | Squadra       | Tempo     |
| ---- | ----------------- | ------------- | --------- |
| 1    | Pieter Weening    | Orica         | 31h58'07" |
| 2    | Jon Izagirre      | Euskaltel     | a 13"     |
| 3    | Christophe Riblon | AG2R La Mond. | a 16"     |

## Evoluzione delle classifiche
| Tappa              | Vincitore          | Classifica generale | Classifica a punti | Classifica scalatori | Classifica sprint | Classifica a squadre |
| ------------------ | ------------------ | ------------------- | ------------------ | -------------------- | ----------------- | -------------------- |
| 1ª                 | Diego Ulissi       | Diego Ulissi        | Diego Ulissi       | Bartosz Huzarski     | Bartosz Huzarski  | RadioShack-Leopard   |
| 2ª                 | Christophe Riblon  | Rafał Majka         | Rafał Majka        | Thomas Rohregger     | Bartosz Huzarski  | RadioShack-Leopard   |
| 3ª                 | Thor Hushovd       | Rafał Majka         | Rafał Majka        | Thomas Rohregger     | Bartosz Huzarski  | RadioShack-Leopard   |
| 4ª                 | Taylor Phinney     | Rafał Majka         | Steele Von Hoff    | Thomas Rohregger     | Bartosz Huzarski  | RadioShack-Leopard   |
| 5ª                 | Thor Hushovd       | Jon Izagirre        | Thor Hushovd       | Tomasz Marczyński    | Bartosz Huzarski  | RadioShack-Leopard   |
| 6ª                 | Darwin Atapuma     | Christophe Riblon   | Christophe Riblon  | Tomasz Marczyński    | Bartosz Huzarski  | RadioShack-Leopard   |
| 7ª                 | Bradley Wiggins    | Pieter Weening      | Rafał Majka        | Tomasz Marczyński    | Bartosz Huzarski  | RadioShack-Leopard   |
| Classifiche finali | Classifiche finali | Pieter Weening      | Rafał Majka        | Tomasz Marczyński    | Bartosz Huzarski  | RadioShack-Leopard   |

## Classifiche finali

### Classifica generale
| Pos. | Corridore            | Squadra        | Tempo      |
| ---- | -------------------- | -------------- | ---------- |
| 1    | Pieter Weening       | Orica          | '31h58'07" |
| 2    | Jon Izagirre         | Euskaltel      | a 13"      |
| 3    | Christophe Riblon    | AG2R La Mond.  | a 16"      |
| 4    | Rafał Majka          | Saxo-Tinkoff   | a 26"      |
| 5    | Sergio Henao         | Sky Procycling | a 51"      |
| 6    | Eros Capecchi        | Movistar Team  | s.t.       |
| 7    | Domenico Pozzovivo   | AG2R La Mond.  | a 1'14"    |
| 8    | Ivan Basso           | Cannondale     | a 1'38"    |
| 9    | Tanel Kangert        | Astana         | a 2'35"    |
| 10   | Chris Anker Sørensen | Saxo-Tinkoff   | a 2'50"    |

### Classifica a punti
| Pos. | Corridore         | Squadra        | Tempo |
| ---- | ----------------- | -------------- | ----- |
| 1    | Rafał Majka       | Saxo-Tinkoff   | 68    |
| 2    | Jon Izagirre      | Euskaltel      | 66    |
| 3    | Christophe Riblon | AG2R La Mond.  | 65    |
| 4    | Pieter Weening    | Orica          | 62    |
| 5    | Sergio Henao      | Sky Procycling | 56    |

### Classifica sprint
| Pos. | Corridore           | Squadra       | Punti |
| ---- | ------------------- | ------------- | ----- |
| 1    | Bartosz Huzarski    | NetApp        | 13    |
| 2    | Angel Ruiz          | Movistar Team | 7     |
| 3    | Bartłomiej Matysiak | CCC Polsat    | 6     |
| 4    | Mathias Frank       | BMC Racing    | 3     |
| 5    | Paweł Cieślink      | Polonia       | 3     |

### Classifica scalatori
| Pos. | Corridore         | Squadra       | Punti |
| ---- | ----------------- | ------------- | ----- |
| 1    | Tomasz Marczyński | Vacansoleil   | 86    |
| 2    | Darwin Atapuma    | Colombia      | 64    |
| 3    | Bartosz Huzarski  | NetApp        | 58    |
| 4    | Sylwester Szmyd   | Movistar Team | 23    |
| 5    | Christophe Riblon | AG2R La Mond. | 20    |

### Classifica a squadre
| Pos. | Squadra                | Tempo     |
| ---- | ---------------------- | --------- |
| 1    | RadioShack-Leopard     | 95h58'50" |
| 2    | Cannondale Pro Cycling | a 19'41"  |
| 3    | Team Saxo-Tinkoff      | a 26'22"  |
| 4    | AG2R La Mondiale       | a 31'14"  |
| 5    | BMC Racing Team        | a 35'28"  |